# 屈策努斯
屈策努斯（法語：Kurtzenhouse，发音：[kyʁt͡sənuz] 或 [kuʁt͡sənuz]；德语：Kurzenhausen，亦作Kurtzenhausen）是法国下莱茵省的一个市镇，属于阿格诺-维桑堡区（Haguenau-Wissembourg）和布吕马特县（Brumath）。该市镇总面积3.58平方公里，2009年时的人口为980人。

## 人口
屈策努斯人口变化图示